# Jacques Louis Randon
Jacques Randon, francoski maršal, * 1795, † 1871.